# Slalomvärldsmästerskapen i kanotsport 1971
Slalomvärldsmästerskapen i kanotsport 1971 anordnades i Meran, Italien.

## Medaljsummering

### Medaljtabell
| Pl.    | Nation          | Guld | Silver | Brons | Totalt |
| ------ | --------------- | ---- | ------ | ----- | ------ |
| 1      | Östtyskland     | 6    | 4      | 2     | 12     |
| 2      | Västtyskland    | 1    | 3      | 2     | 6      |
| 3      | Tjeckoslovakien | 1    | 2      | 5     | 8      |
| 4      | Österrike       | 1    | 0      | 0     | 1      |
| Totalt | Totalt          | 9    | 9      | 9     | 27     |

### Herrar
| Gren    | Guld | Poäng  | Silver | Poäng  | Brons | Poäng  |
| C-1     | Reinhold Kauder (FRG)                                                                                     | 293,76 | Wulf Reinicke (GDR) | 305,49 | Petr Sodomka (TCH)                                                                                                | 313,23 |
| C-1 lag | Östtyskland Jürgen Köhler Wulf Reinicke Jochen Förster                                                    | 410,19 | Västtyskland Wolfgang Peters Harald Cuypers Reinhold Kauder                                                              | 423,81 | Tjeckoslovakien Zbyněk Puleč Karel Třešňák Petr Sodomka                                                           | 500,90 |
| C-2     | Östtyskland Klaus Trummer Jürgen Kretschmer                                                               | 268.68 | Östtyskland Rolf-Dieter Amend Walter Hofmann                                                                             | 282.50 | Östtyskland Uwe Franz Ulrich Opelt                                                                                | 284.76 |
| C-2 lag | Östtyskland Rolf-Dieter Amend & Walter Hofmann Klaus Trummer & Jürgen Kretschmer Uwe Franz & Ulrich Opelt | 403,78 | Västtyskland Karl-Heinz Scheffer & Heinz-Jürgen Steinschulte Manfred Heß & Wolfgang Wenzel Hans Jakob Hitz & Theo Nüsing | 493,70 | Tjeckoslovakien Ladislav Měšťan & Zdeněk Měšťan Antonín Brabec & František Kadaňka Milan Horyna & Václav Janoušek | 499,06 |
| K-1     | Siegbert Horn (GDR)                                                                                       | 241,40 | Christian Döring (GDR)                                                                                                   | 251,17 | Ulrich Peters (FRG)                                                                                               | 252,67 |
| K-1 lag | Österrike Kurt Presslmayr Norbert Sattler Hans Schlecht                                                   | 302,83 | Östtyskland Jürgen Bremer Siegbert Horn Christian Döring                                                                 | 329,87 | Västtyskland Jürgen Gerlach Alfred Baum Ulrich Peters                                                             | 337,05 |

### Mixed
| Gren | Guld                                        | Poäng  | Silver                                       | Poäng  | Brons                                          | Poäng  |
| C-2  | Tjeckoslovakien Hana Koudelová Jiří Koudela | 342,14 | Tjeckoslovakien Jitka Legatová Milan Svoboda | 355,41 | Tjeckoslovakien Ludmilla Sirotková Jiří Krejza | 399,36 |

### Damer
| Gren    | Guld                                                       | Poäng  | Silver                                                  | Poäng  | Brons                                                             | Poäng  |
| K-1     | Angelika Bahmann (GDR)                                     | 347,30 | Ludmila Polesná (TCH)                                   | 367,18 | Veronika Stampe (GDR)                                             | 370,10 |
| K-1 lag | Östtyskland Angelika Bahmann Veronika Stampe Dagmar Kriste | 520,13 | Västtyskland Ursula Heinrich Ulrike Deppe Bärbel Körner | 603,82 | Tjeckoslovakien Bohumila Kapplová Ludmila Polesná Irena Komancová | 736,02 |